# Gege Soriola
Gege Soriola, né le 21 novembre 1988 à Jos, est un footballeur international nigérian. Il évolue au poste de défenseur central.

## Biographie
Le 26 août 2014, Soriola signe avec l'Impact de Montréal après un long essai.